# ゴースト&モリー
『ゴースト&モリー』（The Ghost and Molly McGee）は、アメリカ合衆国のテレビアニメ。2021年10月1日に米国のディズニー・チャンネルで放送開始され、のちに日本では2022年4月3日に先行放送、同年4月6日からレギュラー放送が開始された。2023年10月4日からDisney+で配信される。

## あらすじ
ブライトンというとある街にある一軒の古びた屋敷に、人間界をみじめに保つことをゴースト審議会から任されたゴーストのスクラッチが暮らしていた。　
しかしそこへ人間の少女モリーをはじめとするマギー一家が引っ越してきて、娘のモリーに屋根裏部屋を占拠されてしまった！友達になろうと自分を恐れる素振りを見せないモリーに対し、スクラッチは彼女を家から追い出すため呪いをかけるものの、そのせいでかえって自分が彼女から離れられないようになってしまった。これに対し初めて親友ができたとモリーは大喜びし、人間とゴースト、一生離ればなれになれなくなったふたりの奇妙な共同生活が始まった。

## 登場人物

### マギー家の人々
モリー・マギー（Molly McGee）
声 - アシュリー・バーチ / 大平あひる
楽観的で元気いっぱいなアイルランドおよびタイ系アメリカ人の女の子。今まで引っ越しの多い生活を過ごしてきたが、定住を決めたブライトンでスクラッチと出会い、彼を一番の親友として慕うようになる。呪いの影響で彼女がスクラッチを必要としているとき名前を呼ぶと、どこにいても彼の意思に反して呼び寄せることができる。誰とでもフレンドリーに接するが、ゆえに度を越えた行動をしてしまうのがたまにキズ。自ら行動を起こし周りを引っ張るタイプだが、スクラッチやダリルのおふざけに振り回され呆れることもしばしば。家族や友達、街のためになることならどんな逆境でも頑張って成し遂げようとするポジティブさも備えている。本物の魔法が使えない、人を騙すペテン師だという理由でマジシャンが大嫌い。
スクラッチ（Scratch）
声 - ダナ・スナイダー / あべそういち
不機嫌で皮肉屋なゴースト。ブライトンの古びた空き家で気ままにひとりで暮らしていたが、そこへ突如引っ越してきたモリーと出会い、怖がるどころか親友になろうと言ってきた彼女を追い払うため「どこへ行こうと、何をしようと、この先一生つきまとう」と呪いをかけるも、そのせいでかえって自分がモリーと離れられなくなってしまった。モリーの生活をみじめなものにしてやろうとバカにしたり騒ぎのきっかけを作ったりする一方で、彼女のことを心配し時に協力する一面もあり、徐々にモリーの親友にしてマギー家の一員としての自覚やプライドが芽生えていく。食い意地が張っていて普通の人間の食べ物から生ゴミまでなんでも食べるが、中でもタコスとストロベリーソーダがお気に入り。ゴーストということで人を驚かすのはもちろん、ドロドロのエクトプラズムを撒き散らしたり、人や物を動かしたり浮かばせたりしてポルターガイストを起こしたり、憑依して人間を操ったりすることができる。ゴースト審議会ではその無礼さから煙たがれている｡
ピート・マギー（Pete McGee）
声 - ジョーダン・クレッパー　/ 内野孝聡
モリーのパパ。アイルランド系。都市計画の仕事をしている関係で今までアメリカ全土を家族と共に移り住んできたが、ブライトンに落ち着くこととなった。家族想いだが予期せぬことが降りかかるとパニックになりやすい。妻のシャロンをとても愛しており、結婚記念日にはふたりの出逢いのきっかけとなったパッションフルーツのケーキを焼くのがお決まりになっている。
左利き。
シャロン・マギー（Sharon McGee）
声 - スマリー・モンタノ / 本間沙智子
モリーのママ。タイ系。しっかり者だがその昔、両親の店でイヤというほど料理をさせられた経験により他人から料理しろと指図されるのを嫌っている。ブライトンで暮らし始めてから出費がかさむ出来事によく遭遇するようになったため、モリーの勧めてきた雑用専門求人アプリ「ブヒナビ(Gig-Pig)」を利用し様々なアルバイトで働いている。かつて美術系の大学を目指していただけあってアートの才能があり、絵や彫刻が得意。実は結婚記念日にピートが作るケーキが苦手で、チョコレートと紛らわしいキャロブが使われているのがとりわけ嫌いだという。
ダリル・マギー（Darryl McGee）
声 - ミカエラ・ディーツ / 青山玲菜
モリーのいたずら好きな弟。ことあるごとに騒ぎを起こすがモリーをはじめ家族がやりたいことには協力的。実は家族に内緒でハイジと名付けたタランチュラを飼っている。
ニンおばあちゃん（Grandma Nin）
声 - スマリー・モンタノ / 三重野帆貴
モリーとダリルの祖母にしてシャロンの母親。マギー家からは遠く離れたところで暮らしているため、普段は家族のスマホを通じて交流している。「タイではゴーストなんて普通にいる」とスクラッチを初めて見ても驚かなかった。ゴーストとの付き合い方をモリーに教える。

### ブライトンの住人たち
リビー・シュタイン=トーレス (Libby Stein-Torres)
声 - ララ・ジル・ミラー / 夏谷美希
ブライトンでモリーにとって初めての(人間の)親友になった内気なラテン系の女の子。1年生のときアンドレアの名前を呼び間違えたことで他のクラスメイトから仲間はずれにされてきたが、ビルダースカウトのキャンプに参加してモリーに親友になってくれないかと自ら申し出た。手先が器用で手芸などものづくりが得意なほか、「柔らかい体を硬い甲羅の中に隠せば社会の荒波に揉まれずに済むから」という理由で亀が大好き。ユダヤ教徒であり、12歳の誕生日を迎えた際は成人式にあたるバト・ミツバを挙げた。ドタバタに巻き込まれてはしょっちゅうケガをしている。地元のソフトボールチーム「レミングス」に所属している。第9話「どっちが大事！？／スクラッチ対リビー」を機にモリーがスクラッチの存在を明かしたことでゴーストの存在を知る。当初はモリーの親友としてのプライドを賭けスクラッチと衝突するも、二人で協力してモリーの危機を救ったことで和解した。
アンドレア・ダベンポート (Andrea Davenport)
声 - ジュールズ・メドクラフト / 藤田曜子
お金持ちで意地悪な性格のモリーの同級生。本人曰くインフルエンサーでありイノベーターでありブライトン中学校の公式親善大使。「アンドレア」の名前を呼び間違われることを極端なまでに嫌っている。特定のクラスメイトを仲間はずれにするよう仕向けたり、モリー考案の映画に撮影協力を申し出たかわりに好き勝手に内容を改変するなど、自分の思い通りに物事を推し進めようとしがち。
シーラ (Sheela)
声 - アパーナ・ナンシェーラ /
眼鏡をかけたモリーの同級生の女の子。
キャット (Kat)
声 - エデン・リーゲル /
ピンク色の髪をしたモリーの同級生の女の子。ヨーヨーが得意。
ライトフット先生 (Miss Lightfoot)
声 - ジュリア・ジョーンズ / 三重野帆貴
ブライトン中学校におけるモリーたちの担任の先生。
パティ (Patty)
声 - ジェニファー・ルイス /
ブライトンの介護施設で過ごす、モリーと仲良しな音楽が好きなおばあさん。若い頃はスカイダイビングやカポエイラに勤しむ刺激的な日々を過ごしていた。
市長 (Mayor Brunson)
声 - パットン・オズワルト /
ブライトンの市長。ペットにして助役の金魚、ゴールディを溺愛している。
オコナー校長 (Principal O'Connor)
声 - ユージン・バード /
ブライトン中学校の校長先生。
ループ先生 (Ms. Roop)
声 - ジェーン・リンチ /
ブライトン中学校の教師。パムという名前の妻がいる。
ベイツ先生 (Mr. Bates)
声 - ディードリッヒ・ベイダー /
ブライトン中学校の教師。
変人ラリー (Weird Larry)
声 - トレバー・デュバル /
質屋を営む街の変わり者。ベラという名のスカンクをペットにしている。
ボビー・ダニエルズ (Bobby Daniels)
声 - ダニー・トレホ /
若い頃は「ブライトンのバッドボーイ」として知られた、パティが想いを寄せていたクールなバイク乗り。彼女と別れてしまった後、年老いた現在はブライトンの図書館で働いている。

### ゴーストたち
ゴースト審議会 (The Ghost Council)
4人の議員ゴーストと死神のような風貌の無口な議長から構成される、人間界をみじめに保つことをあらゆるゴーストに強いている審議会。目標を達成できなかったゴーストは、彼らによってダメゴーストの渦へ永遠に追放されてしまう。
ジェフ (Geoff)
声 - エリック・エデルスタイン / 中西正樹
スクラッチには厄介な同僚だと思われている一方、自分は彼の親友だと思っているおマヌケなゴースト。名前を聞かれるとスペルまで明確に答えるのがいつものクセ。
エイブラハム・リンカーン (Abraham Lincoln)
声 - ケルシー・グラマー / 齋藤響
ゴーストとしてあの世で過ごしている第16代アメリカ合衆国大統領。自分の見栄を張るためリンカーンと知り合いだとモリーに嘘をついた結果、出まかせの逸話を参考にしたせいで歴史の授業の発表で彼女が落第寸前になってしまうピンチを招いたスクラッチに懇願され、モリーと共に自分の偉業について歌うラップを披露した。
エゼキエル・タグボトム (Ezekiel "Tug" Tugbottom)
声 - クリス・ディアマントポロス /
数々の偉業を成し遂げてきたブライトンのヒーローとして知られるが、実は周りにチヤホヤされるために言い伝えを全てでっちあげたうぬぼれ屋なゴースト。嵐のように自慢話をしてくることからゴーストの世界では「竜巻野郎」とも知られているが、文字通り竜巻のような姿になり嵐を呼ぶこともできる。
サリー・タグボトム (Sally Tugbottom)
声 - ケリー・ケニー=シルバー /
その昔ブライトンを襲った竜巻を投げ縄で捕らえ、街の再興に貢献した真のヒーロー。弟のエゼキエルの悪事を止めるためスクラッチからの呼びかけで駆けつけた。
ソブゴブリン (Sobgoblins)
声 - グレイ・グリフィン /
小さく可愛らしい見た目とは裏腹に、周りにある悲しみの感情に反応しそれを増幅させる厄介なゴーストたち。弱点はポジティブな感情。

### その他の登場人物
タミー・マイヤーズ (Tammy Myers)
声 - チャンドラー・キニー /
ブライトンの「レミングス」と対決しにやってきたソフトボールチーム「スカイラークス」の嫌味なエース選手。
グレタ・ガーウィグ (Greta Gerwig)
声 - 本人 /
モリー考案のゴースト映画の撮影協力を申し出たアンドレアが連れてきた映画監督。撮影所にてスクラッチによるポルターガイスト騒ぎに巻き込まれてしまう。
ビリー・マギー (Billy McGee)
声 - ジョン・ディマジオ /
ジリー・マギー (Jilly McGee)
声 - マリーヴ・ヘリントン /
ピートの兄と姉であるスポーツ好きな大柄の双子。ピートに「ビビリー・マギー」というあだ名をつけ、子供の頃から現在に至るまで執拗に彼をいじめてきた困り者。

## エピソード一覧

### シーズン1（2021年 - 2022年）
| #  | タイトル                                               | 原題                                                                  | 放送日         | 放送日        |
| -- | ------------------------------------------------------ | --------------------------------------------------------------------- | -------------- | ------------- |
| 1  | 呪いにかけられて／はじめての登校日                     | "The Curse" / "First Day Frights"                                     | 2021年10月1日  | 2022年4月3日  |
| 2  | 親友は誰？／自分を信じて                               | "Howlin' Harriet" / "The (Un)natural"                                 | 2021年10月2日  | 2022年4月6日  |
| 3  | よみがえれ音楽堂／スター登場！？                       | "Getting the Band(shell) Back Together" / "The Greatest Concert Ever" | 2021年10月6日  | 2022年4月13日 |
| 4  | ファイトでバイト／モリウッドばんざい！                 | "Mama's Gotta Hustle" / "Hooray for Mollywood!"                       | 2021年10月6日  | 2022年4月20日 |
| 5  | スクラッチは正直者！？／ニンおばあちゃんの願い         | "Not So Honest Abe" / "The Best of Nin-tensions"                      | 2021年10月6日  | 2022年4月27日 |
| 6  | リビーの特別な日／いい子になりたい！                   | "Mazel Tov, Libby!" / "No Good Deed"                                  | 2021年10月30日 | 2022年5月4日  |
| 7  | カブ・フェスへようこそ／ステキなベスト・フレンズ・デー | "The Turnip Twist" / "All Systems No"                                 | 2021年11月6日  | 2022年5月11日 |
| 8  | 街のヒーロー？／舞台に立ちたい！                       | "Monumental Disaster" / "Talent Show"                                 | 2021年11月13日 | 2022年5月18日 |
| 9  | どっちが大事！？／スクラッチ対リビー                   | "Scratch the Surface" / "Friend-Off"                                  | 2021年11月20日 | 2022年5月25日 |
| 10 | ハヌカの奇跡／クリスマスを救え！                       | "Festival of Lights" / "Saving Christmas"                             | 2021年11月27日 | 2022年12月4日 |
| 11 | アイスプリンセスの呪い／雪の日は外で遊ぼう！           | "Ice Princess" / "Ready, Set, Snow!"                                  | 2022年2月12日  | 2023年1月8日  |
| 12 | ゲームナイト／善人ぶりっ子                             | "Game Night" / "The Don't-Gooder"                                     | 2022年2月19日  | 2022年9月8日  |
| 13 | 犯人はスクラッチ！？／ビリーとジリー                   | "Innocent Until Proven Ghostly" / "Twin Trouble"                      | 2022年2月26日  | 2022年9月15日 |
| 14 | しつけは難しい！／はらぺこゴースト                     | "Goat Your Own Way" / "The Very Hungry Ghost"                         | 2022年3月5日   | 2022年9月29日 |
| 15 | モリーが怖いのは？／彼はバッドボーイ                   | "Scare Tactics" / "Bad Boy Bobby Daniels"                             | 2022年3月12日  | 2022年9月22日 |
| 16 | モリーは一日市長／お仕事体験                           | "Citizen McGee" / "The Internship"                                    | 2022年6月11日  | 2023年1月15日 |
| 17 | 幸運のコイン／道草はダメ                               | "The Lucky Penny" / "Lock, Stock, and Peril"                          | 2022年6月18日  | 2023年1月22日 |
| 18 | さよなら愛する我が家／スクラッチとお別れ？             | "Out of House and Home" / "Home is Where the Haunt Is"                | 2022年6月25日  | 2023年2月5日  |
| 19 | 可愛いスクラッチ！？／すい星が来るぞ！                 | "Scaring is Caring" / "All Night Plight"                              | 2022年7月2日   | 2023年3月4日  |
| 20 | ヨロコビ・ハンター／モリー対ゴースト世界               | "The Jig is Up" / "Molly vs. The Ghost World"                         | 2022年7月9日   | 2023年3月4日  |

### シーズン2（2023年 - 2024年）
| #  | タイトル                                          | 原題                                                         | 放送日         | 放送日         |
| -- | ------------------------------------------------- | ------------------------------------------------------------ | -------------- | -------------- |
| 21 | 新しいご近所さん                                  | "The New (Para)Normal"                                       | 2023年4月1日   | 2023年9月23日  |
| 22 | お話の妖精／抜け殻ダリル                          | "Book Marks the Sprite" / "Double, Double, Darryl & Trouble" | 2023年4月2日   | 2023年9月23日  |
| 23 | ママのアート・デー／思い出のソーダ                | "Faint of Art" / "A Soda to Remember"                        | 2023年4月2日   | 2023年10月7日  |
| 24 | 大人の仲間入り／サニーランド                      | "A Period Piece" / "It's Always Sunny in Sunnyland"          | 2023年4月2日   | 2023年10月14日 |
| 25 | オリーとダンス!?／ダベンポーツ・オン・デマンド    | "I Wanna Dance with Some-Ollie" / "Davenport's on Demand"    | 2023年4月2日   | 2023年10月21日 |
| 26 | 呪いの人形／ジェフのパーティー                    | "A Doll To Die For" / "The (After)life Of The Party"         | 2023年5月6日   | 2023年10月28日 |
| 27 | ハロウィーンの悪夢                                | "Frightmares On Main Street"                                 | 2023年5月13日  | 2023年10月28日 |
| 28 | 呪いのビデオ／100%モリー                          | "The Unhaunting Of Brighton Video" / "100% Molly Mcgee"      | 2023年5月20日  | 2024年4月27日  |
| 29 | 恐怖のゴースト・シャーク!／ニンおばあちゃんの自立 | "All Shark, No Bite" / "Nin-Dependence"                      | 2023年6月28日  | 2023年12月9日  |
| 30 | 奇跡を追いかけて／ダンス・パパ                    | "Like Father, Like Libby" / "Dance Dad Revolution"           | 2023年6月28日  | 2023年12月16日 |
| 31 | ジンクス!／カブ・ボール                           | "Jinx!" / "Let's Play Turnipball!"                           | 2023年7月22日  | 2024年4月27日  |
| 32 | 入れ替わりで解決?／頭の中へ                       | "The Ghost IS Molly McGee" / "All In The Mind"               | 2023年7月29日  | 2024年6月1日   |
| 33 | 二酸化炭素ゼローズ／アンドレアがキャラ変?         | "Carbon Zero Heroes" / "Davenport's In Demise"               | 2023年8月5日   | 2024年6月1日   |
| 34 | ハイジはどこ?／落ちぶれたケニー・スター           | "Web Of Lies" / "Kenny's Falling Star"                       | 2023年8月12日  | 2024年6月1日   |
| 35 | ゴースト・ハンター・コン／学校新聞の危機          | "Welcome To NecroComic-Con" / "Fit To Print"                 | 2023年10月28日 | 2024年6月1日   |
| 36 | スマイル・バレー・ファーム／告白は大胆に          | "Smile Valley Farm" / "The Grand Gesture"                    | 2023年11月4日  | 2024年7月28日  |
| 37 | 命日パーティー／マジシャンの決闘                  | "The Many Lives of Scratch" / "Alaka-Sham!"                  | 2023年11月11日 | 2024年7月28日  |
| 38 | 怖いものナシ／ゲーム対決!                         | "F.O.N.A.A.!" / "Game On"                                    | 2023年11月15日 | 2024年7月28日  |
| 39 | 雪よ降れ!／カンペキな日                           | "White Christmess" / "Perfect Day"                           | 2023年12月1日  | 2023年12月2日  |
| 40 | ジンクスVS人間界                                  | "Jinx Vs. The Human World"                                   | 2023年12月21日 | 2024年7月28日  |
| 41 | ジ・エンド                                        | "The End"                                                    | 2024年1月13日  | 2024年7月28日  |

## 特別放送概要
ディズニー・チャンネル内での特別編成では、新エピソードや特別エピソードが放送されている。
春の新作！ベストフレンド・サンデー (2022年4月3日)
『ふしぎの国 アンフィビア』の一挙放送とあわせて、「呪いにかけられて／はじめての登校日」が日本初放送として放映された。
ディズニー・チャンネル クリスマス (2022年12月4日)
クリスマスエピソード「ハヌカの奇跡／クリスマスを救え！」が日本初放送として放映された。
ゴースト＆モリー 新作サタデー（2023年3月4日）
「可愛いスクラッチ！？／すい星が来るぞ！」とシーズンラストの「ヨロコビ・ハンター／モリー対ゴースト世界」が日本初放送として放映された。

## 主題歌
Ghost And Molly McGee
作詞 - アリー・フェダー、マイク・クレイマー、ビル・モッツ、ボブ・ロス
作曲 - アシュリー・バーチ、ダナ・スナイダー
歌 - モリーとスクラッチ

## スタッフ

### 日本語版制作
- 翻訳 - 佐藤美由紀（シーズン1）→桜井裕子（シーズン2）
- 演出 - 麦島哲也（シーズン1）→向山宏志（シーズン2）
- 音楽演出 - 島津綾乃（シーズン1）→市之瀬洋一（シーズン2）
- 録音制作 - HALF H・P STUDIO（シーズン1）→スタジオ・エコー（シーズン2）
- 日本語版制作 - Disney Character Voices International, Inc.